# Mayonaka no Door (Stay With Me)
«Mayonaka no Door (Stay with Me)» (яп. 真夜中のドア〜Stay with Me, Mayonaka no Doa~Stay with Me, досл. Опівнічні двері~Лишися зі мною) — дебютний сингл японської співачки Мацубари Мікі, що вийшов 5 листопада 1979 року. Пісня знов стала популярною у 2020 році, через 41 рік після її виходу.

## Створення та випуск
Мацубара записала пісню «Mayonaka no Door», коли їй було 19 років; за два роки до створення пісня, вона переїхала з Осаки до Токіо та стала виконувати пісні в клубах міста. Хаяші Тецуджі, комозитор пісні, створив пісню у тодішньому стилі «нової музики», у жанрі, що надихався західною музикою, та що згодом став відомим як сіті-поп. Використання піснею фрази англійською мовою, «Stay With Me», на думку Billboard, викликало «інтерес слухачів не з Японії» та водночас було даниною поваги впливам із Заходу.
В інтерв'ю з The Japan Times, Хаяші похвалив голос юної співачки: «Я не очікував, що в неї буде настільки дорослий голос, значно доросліший за її вік, але він був джазовим… навіть, сексуальним». У пісні співається про жінку, котра хоче, аби її коханий лишився із нею, на тлі спогадів про нього після попередньої ночі.
Пісня обернулась комерційним успіхом: вона зайняла 28 місце у чартах Oricon Singles Chart, та зробила як Мацубару, так і Хаяші значно популярнішими. Мацубара після цього випускала чимало пісень, але поширеною є думка, що «Mayonaka no Door» — її найкраща робота.

## Нова популярність
Наприкінці 2020 року, «Mayonaka no Door» різко стала популярною по всьому світу. Billboard стверджує, що ця хвиля популярності виникла завдяки індонезійській співачці Rainych, що регулярно виконує переспіви японських пісень. У жовтні, Rainych завантажила свій переспів «Mayonaka no Door» на свій канал YouTube, внаслідок чого пісня стала популярною спочатку в Індонезії, а потім і в усьому світі.
Пісня з'явилась у чартах найпопулярніших пісень музичних стрімінгових сервісів, зокрема у Spotify та Apple Music. Приблизно в той же час пісня стала інтернет-трендом у платформі для поширення відео TikTok, де користувачі японського походження вмикали пісню своїм матерям та фільмували їхню реакцію.
4 лютого 2022 року, Хаяші Тецуджі, композитор пісні в інтерв'ю NHK сказав, що, на його думку, пісня стала знов популярною, бо люди звикли до музичних стрімінгових сервісів. Також він додав, що «ця пісня була дебютною для Мацубари Мікі, але я тоді відчув, що, як співачка, вона вже її виконала ідеально. Таке трапляється доволі нечасто».

## Чарти
| Чарти                         | Найвище місце |
| ----------------------------- | ------------- |
| Японія (Oricon Singles Chart) | 28            |